# Библиотека архитектуры и изящных искусств Эйвери
Библиотека архитектуры и изящных искусств Эйвери — это библиотека, расположенная в Эйвери-холле в кампусе Морнингсайд-Хайтс Колумбийского университета в Нью-Йорке. Это самая большая архитектурная библиотека в мире. Библиотека Эйвери собирает книги и периодические издания по архитектуре, истории искусства, живописи, скульптуре, графике, декоративному искусству, городскому планированию, недвижимости, и археологии, а также архивные материалы, в основном документирующие американских архитекторов и архитекторов XIX и XX веков.
Библиотека Эйвери названа в честь нью-йоркского архитектора Генри Огдена Эйвери, друга Уильяма Роберта Уэра, который был первым профессором архитектуры в Колумбийском университете в 1881 году. Вскоре после смерти Эйвери в 1890 году его родители, Сэмюэл Патнэм Эйвери и Мэри Огден Эйвери, основали библиотеку в память о своем сыне. Они предложили его коллекцию из 2000 книг, в основном по архитектуре, археологии и декоративному искусству. В настоящее время в библиотеке хранится более 400 000 томов и около 900 периодических изданий. Исторический читальный зал первого уровня библиотеки является ярким примером работы нью-йоркской архитектурной фирмы McKim, Mead and White. Само здание библиотеки, также спроектированное Маккимом, Мидом и Уайтом, отметило свое 100-летие в 2012 году.

## Коллекция
Коллекция архитектурной литературы библиотеки Эйвери — одна из крупнейших в мире. Включает первую западную печатную книгу по архитектуре De re aedificatoria (лат.) (1485 г.) Леона Баттисты Альберти; «Гипнеротомахия Полифили» Франческо Колонны (1499 г.); работы Джованни Баттиста Пиранези; и классику модернизма Фрэнка Ллойда Райта и Ле Корбюзье, с редчайшими материалами. В 2012 году Эйвери в сотрудничестве с Музеем современного искусства приобрел весь архив Фрэнка Ллойда Райта.

## Art Properties
Art Properties несет ответственность за коллекцию предметов искусства и культуры Колумбийского университета. Более 90 % коллекции поступает из пожертвований преподавателей, администрации и студентов. Коллекция произведений искусства, включающая более 10 000 произведений искусства на всех носителях, отражает различные культуры и периоды времени. В основном, коллекции включают в себя: почти 2000 картин, в том числе сотни портретов администраторов и преподавателей Колумбии с восемнадцатого века; около 1000 произведений изобразительной фотографии от дагерротипов до современных работ; Коллекцию Саклера из более 2000 произведений азиатского искусства; и сотни работ на бумаге (рисунки, акварель, гравюры) и декоративно-прикладном искусстве (керамика, гобелены, мебель) со всего мира. Среди более крупных коллекций отдельных художников — фотографии и гравюры Энди Уорхола, а также самая большая коллекция картин, рисунков и акварелей Флорин Стеттхаймер (1871—1944).
Работы из коллекции доступны для исследовательских работ и использования в учебных программах, а также они могут быть запрошены для специальных выставок.

## Classics
Avery Classics — это раритетный отдел библиотеки Эйвери. Он содержит около 40 000 печатных томов, опубликованных за семь столетий, от De re aedificatoria Леона Баттисты Альберти (1485 г.) до недавнего ограниченного издания Your House Олафура Элиассона (2006 г.). Коллекция Classics также включает важные фонды рукописей, плакатов, фотографий, периодических изданий. Известные коллекции Classics включают в себя Trade Catalog Collection (одну из крупнейших коллекций каталогов американских строительных профессий) и American View Book Collection, (коллекция книг и брошюр. Посещение свободное по предварительной записи.

## Рисунки и архивы
Отдел рисунков и архивов Эйвери — один из крупнейших и наиболее значимых архитектурных архивов в мире. В его фондах более двух миллионов архитектурных чертежей, фотографий, рукописей, деловых отчетов, аудиовизуальных записей и других материалов, документирующих архитектурную историю Нью-Йорка и его окрестностей.
Известные архитекторы и дизайнеры, представленные в фонде:
- Макс Абрамовиц
- Оскар Блюмнер
- Гордон Буншафт
- Уокер О. Каин
- Феликс Кандела
- Carrère and Hastings
- Джорджио Гаванглиери
- Серж Чермаев
- Огден Кодман
- Харви Уайли Корбетт
- Ле Корбюзье
- Ральф Адамс Крэм
- Александр Джексон Девис
- Делано и Алдрич
- Леопольд Эйдлиц
- Вилсон Айри
- Эйби Федер
- Филхеймер & Вогнер
- Эрнест Флэгг
- Хью Феррис
- Грин and Грин
- Уолтер Бёрли Гриффин and Марион Махони Гриффин
- Бертрам Гросвенор Гудхью
- Персиваль Гудман
- Фердинанд Готлиб
- Гимар Эктор
- Чарли Кулайдж Хайт
- Уолонс K. Харрисон
- Хертс & Талант
- Реймонд Худ
- Норман Джеффи
- Джон МакЛейн Джонсен
- Филип Джонсон
- Эли Жак Кан
- Чарли Р. Лэмб
- Томас У. Лэмб
- Морис Лэпидус
- Ли Лори
- Детлеф Линау
- Гарольд Вае Берен Магонигл
- МакКим, Мид, and Уайт
- Джон Ж. МакНамара
- Людвиг Мис ван дер Рох
- Майерс, Мюррей & Филип
- Герман Матесюс
- Пол Нельсон
- Рихард Нойтра
- Карл Прейфьер
- Чарли A. Плэт
- Джон Рассел Роуп
- Джеймс Ренвик
- Джеймс Гамбл Роджерс
- Эмери Рот/Эмери Рот & Сонс
- Джон Кельвин Стивенс
- Густав Стикли
- РасселӀ Старигс
- Льюис Салливан
- Эдгар Тафель
- Мартин E.Томпсон
- Бернар Чуми
- Ричард Апджон
- Исаак Варэ
- Уоррен& Ветмор
- Стэнфорд Уайт
- Фредерик Кларк Витерс
- Shadrach Woods
- Франк Лойд Райд
- Йорк и Сойер

В архивах также хранятся записи об Empire State Building, Guastavino Fireproof Construction Company, а также документы художника и писателя Кеньона Кокса, журналиста Дугласа Хаскелла (редактора Architectural Forum), и рисунки художника по росписи и витражам Джона ЛаФаржа . В отделе также есть крупные архивы архитектурной фотографии, включая работы С. Д. Арнольда, Джорджа Черны, Сэмюэля Х. Готчо и Джозефа В. Молитора.

## Индекс Эйвери
В библиотеке Эйвери также хранится «Индекс архитектурной периодики Эйвери». Индекс был создан в Эйвери (1934 г.) Талботом Хэмлином и содержит ссылки на статьи в 300 текущих и более 1000 ретроспективных архитектурных периодических изданий. Индекс также включает большое количество некрологов архитекторов. До 1 июля 2009 г. Индекс совместно составляли Институт информации Гетти, а затем и GRI. В тот день GRI передала базу данных обратно в Колумбийский университет, который продолжает её поддерживать.

## Примечание
1. ↑  https://library.columbia.edu/libraries/avery.html
2. ↑  WorldCat (мн.) — 1971.
3. ↑  A Vast Frank Lloyd Wright Archive Is Moving to New York. The New York Times. 3 сентября 2012. Архивировано 8 октября 2020. Дата обращения: 4 октября 2020.
4. ↑  American View Book Collection. Дата обращения: 4 октября 2020. Архивировано 23 июня 2019 года.
5. ↑  Talbot F. Hamlin (1889-1956). Columbia University Libraries. Дата обращения: 10 марта 2018. Архивировано 24 июня 2019 года.
6. ↑  Avery Index Returns to Columbia University. Columbia University Libraries. Columbia University (1 июля 2009). Дата обращения: 26 мая 2011. Архивировано из оригинала 27 июля 2011 года.